# Sleepy Hollow (TV-serie)
Sleepy Hollow är en amerikansk TV-serie, som började sändas den 16 september 2013 fram tills 31 Mars 2017 i USA på tv-kanalen Fox. Serien är skapad av Alex Kurtzman, Roberto Orci, Phillip Iscove och Len Wiseman, och medverkande skådespelare är Tom Mison, Nicole Beharie, Orlando Jones och Katia Winter.

## Rollista (i urval)
- Tom Mison - Ichabod Crane
- Nicole Beharie - Abbie Mills
- Orlando Jones - Captain Frank Irving
- Katia Winter - Katrina Crane